# François Chau
François Chau is een Amerikaans acteur. Hij is van Chinese en Vietnamese afkomst. Chau groeide op in Cambodja en op zijn zesde verhuisde familie naar Saigon, Zuid-Vietnam. Op zijn zevende vluchtte hij met zijn familie naar Frankrijk vanwege de Vietnamoorlog. Een jaar later verhuisde de familie naar Washington, Amerika. Momenteel is hij getrouwd en heeft hij één dochter. Zijn woonplaats is Los Angeles.
Vanwege zijn Aziatische uiterlijk wordt hij voornamelijk gecast voor personages van Chinese afkomst. In de Verenigde Staten speelde hij meerdere kleine rollen in bekende televisieseries. In 1991 leende hij zijn stem voor de film Teenage Mutant Ninja Turtles II: The Secret of the Ooze. In het vierde seizoen van de actieserie 24 speelde hij de rol van de Chinese consul Koo Yin. De rol van Chinese consul speelde hij eveneens in de sciencefictionserie Stargate SG-1. Als gastacteur was hij verder te zien in de series Baywatch, Numb3rs, ER, Alias, Grey's Anatomy, Shark, G.I. Joe: The Rise of Cobra en The Expanse
Sinds 2005 is Chau in tot nu toe vijf afleveringen van de serie Lost te zien in de voorlichtingsfilms van Het Dharma-initiatief, onder de aliassen Dr. Marvin Candle en Mark Wickmund.
In de videospellen Wing Commander III en Wing Commander IV sprak Chau de stem in van personage Winston Chang.